# Naczynia Botalliusza
Naczynia Botalliusza – naczynia łączące łuki aorty z tętnicami płucnymi. Występują u żółwi i hatterii.